# هنر تجارتی
این هنر هنری است که در خدمت امور بازرگانی و دنیای تجارت قرار می‌گیرد.
هنرمندان تجاری معمولاً در هنرستان‌های ویژه اموزش می‌بینند این هنرمندان طریقه صحیح طراحی کتاب‌ها و مجله‌ها را فرا می‌گیرند و چگونگی قرار دادن تصویرها و متن در یک صفحه و نیز صفحه بندی آن‌ها را می‌آموزند.
برای اماده کردن آگهی‌های تجاری روزنامه‌ها و مجله‌ها و نیز نمونه‌های مصور کتاب‌ها از این هنرمندان استفاده می‌شود.
طراحان مد لباس‌های جدید را طراحی می‌کنند در حالی که طرفداران بخش صنعت در کارهای طراحی تولیدات کارخانجات و لوازم مورد نیاز آن‌ها فعالیت می‌کنند.
تقریبا هر چیزی که در اطراف خود میبینیم به نوعی طراحی شده‌است.

## منبع
جلد اول دایرت المعارف کودکان و نوجوانان انتشارات پیام ازادی چاپ پنجم سال ۱۳۸۱